# Élections législatives de 1988 dans la Vendée
Les élections législatives françaises de 1988  se déroulent les 5 et 12 juin. Dans le département de la Vendée, cinq députés sont à élire dans le cadre de cinq circonscriptions.

## Élus
| Circonscription | Député sortant        | Parti                 | Parti                 | Député élu ou réélu  | Parti | Parti    |
| --------------- | --------------------- | --------------------- | --------------------- | -------------------- | ----- | -------- |
| 1re             | Scrutin proportionnel | Scrutin proportionnel | Scrutin proportionnel | Jean-Luc Préel       |       | UDF (AD) |
| 2e              | Scrutin proportionnel | Scrutin proportionnel | Scrutin proportionnel | Philippe Mestre      |       | UDF (AD) |
| 3e              | Scrutin proportionnel | Scrutin proportionnel | Scrutin proportionnel | Pierre Mauger        |       | RPR      |
| 4e              | Scrutin proportionnel | Scrutin proportionnel | Scrutin proportionnel | Philippe de Villiers |       | UDF (PR) |
| 5e              | Scrutin proportionnel | Scrutin proportionnel | Scrutin proportionnel | Pierre Métais        |       | PS       |

## Positionnement des partis
L'UDF et le RPR se présentent unis sous l'étiquette « Union du Rassemblement et du Centre » tandis que les candidats du Parti socialiste se rangent sous la bannière de la « Majorité présidentielle pour la France unie », slogan de la campagne présidentielle de François Mitterrand.

## Résultats

### Résultats à l'échelle du département
| Parti          | Parti                               | Premier tour | Premier tour | Second tour | Second tour | Sièges |
| Parti          | Parti                               | Voix         | %            | Voix        | %           | Sièges |
| -------------- | ----------------------------------- | ------------ | ------------ | ----------- | ----------- | ------ |
|                | Union pour la démocratie française  | 112 516      | 44,79        | 27 369      | 49,38       | 3      |
|                | Rassemblement pour la République    | 27 372       | 10,89        |             |             | 1      |
|                | Union du Rassemblement et du Centre | 139 888      | 55,68        | 27 369      | 49,38       | 4      |
|                |                                     |              |              |             |             |        |
|                | Parti socialiste                    | 90 109       | 35,87        | 28 055      | 50,62       | 1      |
|                | La France unie                      | 90 109       | 35,87        | 28 055      | 50,62       | 1      |
|                |                                     |              |              |             |             |        |
|                | Front national                      | 12 481       | 4,97         |             |             | 0      |
|                | Parti communiste français           | 8 752        | 3,48         | 0           |             |        |
|                |                                     |              |              |             |             |        |
| Inscrits       | Inscrits                            | 364 837      | 100,00       | 72 333      | 100,00      | 5      |
| Abstentions    | Abstentions                         | 106 984      | 29,32        | 16 084      | 22,24       |        |
| Votants        | Votants                             | 257 853      | 70,68        | 56 249      | 77,76       |        |
| Blancs et nuls | Blancs et nuls                      | 6 623        | 2,57         | 825         | 1,47        |        |
| Exprimés       | Exprimés                            | 251 230      | 97,43        | 55 424      | 98,53       |        |

### Résultats par circonscription

#### Première circonscription (La Roche-Nord - Challans)
|                | Jean-Luc Préel sortant réélu | UDF (AD) (URC) | 24 834 | 51,48  |  |  |  |
|                | Jacques Auxiette             | PS             | 19 555 | 40,54  |  |  |  |
|                | Patrick Favre                | FN             | 2 508  | 5,2    |  |  |  |
|                | Fernand Mercereau            | PCF            | 1 339  | 2,78   |  |  |  |
|                | Jean-Pierre Le Ridant        | diss. RPR      | 1      | 0      |  |  |  |
|                |                              |                |        |        |  |  |  |
| Inscrits       | Inscrits                     | Inscrits       | 72 371 | 100,00 |  |  |  |
| Abstentions    | Abstentions                  | Abstentions    | 22 666 | 31,32  |  |  |  |
| Votants        | Votants                      | Votants        | 49 705 | 68,68  |  |  |  |
| Blancs et nuls | Blancs et nuls               | Blancs et nuls | 1 468  | 2,95   |  |  |  |
| Exprimés       | Exprimés                     | Exprimés       | 48 237 | 97,05  |  |  |  |

#### Deuxième circonscription (La Roche-Sud - Chantonnay)
|                | Philippe Mestre sortant réélu | UDF (AD) (URC) | 26 524 | 53,84  |  |  |  |
|                | Philippe Puaud sortant        | PS             | 18 976 | 38,52  |  |  |  |
|                | André Migné                   | PCF            | 1 892  | 3,84   |  |  |  |
|                | Raymonde Trébuchet            | FN             | 1 872  | 3,8    |  |  |  |
|                |                               |                |        |        |  |  |  |
| Inscrits       | Inscrits                      | Inscrits       | 69 093 | 100,00 |  |  |  |
| Abstentions    | Abstentions                   | Abstentions    | 18 441 | 26,69  |  |  |  |
| Votants        | Votants                       | Votants        | 50 652 | 73,31  |  |  |  |
| Blancs et nuls | Blancs et nuls                | Blancs et nuls | 1 388  | 2,74   |  |  |  |
| Exprimés       | Exprimés                      | Exprimés       | 49 264 | 97,26  |  |  |  |

#### Troisième circonscription (Les Sables-d'Olonne)
|                | Pierre Mauger sortant réélu | RPR (URC)      | 27 371 | 54,72  |  |  |  |
|                | Brigitte Brunetière         | PS             | 16 304 | 32,6   |  |  |  |
|                | Paul Petitdidier            | FN             | 3 822  | 7,64   |  |  |  |
|                | Jean-Bernard Lecomte        | PCF            | 2 519  | 5,04   |  |  |  |
|                |                             |                |        |        |  |  |  |
| Inscrits       | Inscrits                    | Inscrits       | 78 707 | 100,00 |  |  |  |
| Abstentions    | Abstentions                 | Abstentions    | 27 170 | 34,52  |  |  |  |
| Votants        | Votants                     | Votants        | 51 537 | 65,48  |  |  |  |
| Blancs et nuls | Blancs et nuls              | Blancs et nuls | 1 521  | 2,95   |  |  |  |
| Exprimés       | Exprimés                    | Exprimés       | 50 016 | 97,05  |  |  |  |

#### Quatrième circonscription (Les Herbiers)
|                | Philippe de Villiers sortant réélu | UDF (PR) (URC) | 38 853 | 74,57  |  |  |  |
|                | Claudette Adam                     | PS             | 10 456 | 20,07  |  |  |  |
|                | Jacques Buchet                     | FN             | 1 764  | 3,39   |  |  |  |
|                | Albert Deau                        | PCF            | 1 032  | 1,98   |  |  |  |
|                |                                    |                |        |        |  |  |  |
| Inscrits       | Inscrits                           | Inscrits       | 72 322 | 100,00 |  |  |  |
| Abstentions    | Abstentions                        | Abstentions    | 18 977 | 26,24  |  |  |  |
| Votants        | Votants                            | Votants        | 53 345 | 73,76  |  |  |  |
| Blancs et nuls | Blancs et nuls                     | Blancs et nuls | 1 240  | 2,32   |  |  |  |
| Exprimés       | Exprimés                           | Exprimés       | 52 105 | 97,68  |  |  |  |

#### Cinquième circonscription (Fontenay-le-Comte)
| Candidat       | Candidat                    | Parti           | Premier tour | Premier tour | Second tour | Second tour |  |
| Candidat       | Candidat                    | Parti           | Voix         | %            | Voix        | %           |  |
| -------------- | --------------------------- | --------------- | ------------ | ------------ | ----------- | ----------- |  |
|                | Pierre Métais sortant réélu | PS              | 24 818       | 48,09        | 28 055      | 50,62       |  |
|                | Monfort de Tinguy du Pouët  | UDF (CDS) (URC) | 22 305       | 43,22        | 27 369      | 49,38       |  |
|                | Jean Chataigner             | FN              | 2 515        | 4,87         |             |             |  |
|                | Raymond Pingault            | PCF             | 1 970        | 3,82         |             |             |  |
|                |                             |                 |              |              |             |             |  |
| Inscrits       | Inscrits                    | Inscrits        | 72 344       | 100,00       | 72 333      | 100,00      |  |
| Abstentions    | Abstentions                 | Abstentions     | 19 730       | 27,27        | 16 084      | 22,24       |  |
| Votants        | Votants                     | Votants         | 52 614       | 72,73        | 56 249      | 77,76       |  |
| Blancs et nuls | Blancs et nuls              | Blancs et nuls  | 1 006        | 1,91         | 825         | 1,47        |  |
| Exprimés       | Exprimés                    | Exprimés        | 51 608       | 98,09        | 55 424      | 98,53       |  |